# Kresomózgowie środkowe
Kresomózgowie środkowe, kresomózgowie nieparzyste (łac. telencephalon medium, telencephalon impar) – nieparzysta część kresomózgowia obejmująca pierwotne i wtórne połączenia półkul mózgu.

## Budowa
Do połączeń pierwotnych półkul mózgu należy blaszka krańcowa (łac. lamina terminalis).
Połączenia wtórne mózgu to:
- sklepienie (fornix)
- spoidło przednie (commissura anterior)
- ciało modzelowate (spoidło wielkie, corpus callosum)
- przegroda przezroczysta (septum pellucidum).

Blaszka krańcowa jest ustawiona czołowo. Wchodzi w skład ściany komory trzeciej, ma kształt trójkątny, zwrócony podstawą do skrzyżowania wzrokowego.
Sklepienie jest skupiskiem łukowato biegnących włókien pomiędzy hipokampem a ciałami suteczkowatymi. W przebiegu wyróżnia się strzępek hipokampa wychodzący z wydrążenia hipokampa, po wyjściu w rogu dolnego komory bocznej strzępek hipokampa przedłuża się w odnogę sklepienia. Odnogi obu półkul łączą się na wysokości ciała modzelowatego tworząc trzon sklepienia. Trzon ten następnie rozdziela się na dwa słupy podążające do odpowiednich ciał suteczkowatych.
Ciało modzelowate łączy zazwyczaj odpowiadające sobie ośrodki korowe półkul mózgu. Włókna ciała modzelowatego tworzą w istocie białej promienistości, które można podzielić na część czołową, ciemieniową, potyliczną i skroniową. Włókna łączące bieguny czołowe tworzą kleszcze mniejsze, natomiast te, które łączą bieguny potyliczne tworzą kleszcze większe. Włókna ciała modzelowatego zagęszczają się w części środkowej tworząc pień.
Przegroda przezroczysta jest ustawiona strzałkowo. Rozpięta jest pomiędzy ciałem modzelowatym i sklepieniem. Składa się z 2 blaszek, pomiędzy którymi leży jama przegrody. Leży pomiędzy rogami przednimi obu komór bocznych. W przegrodzie przeźroczystej znajdują się jądra należące do układu limbicznego.